# Prostitución en Mozambique
La prostitución en Mozambique es legal y se practica ampliamente, con la presencia en el país de burdeles ilegales. La mayoría de la población permanece por debajo del umbral de la pobreza, una situación que proporciona un terreno fértil para el desarrollo de la prostitución. En Mozambique, como en muchos países pobres, el gobierno es responsable de controlar a las trabajadoras del sexo, y no se dispone de datos sobre el número de prostitutas en Mozambique. ONUSIDA estima que hay más de 13 500 prostitutas en el país.

## Historia
En el momento de su independencia, en 1975, Mozambique era uno de los países más pobres del mundo. La situación de los habitantes empeoró durante los años de guerra civil (1977-1992). La llegada de las fuerzas de paz auspiciadas por la ONU no hizo sino provocar un aumento de la industria de la prostitución. En 1992, la prostitución en Mozambique había alcanzado tales proporciones que se creó el cargo de mediador entre los militares, por un lado, y los proxenetas y prostitutas, por otro. El problema de la prostitución en Mozambique fue objeto de debate internacional por primera vez a mediados de los años 1990, cuando el jefe adjunto de la misión de la ONU, Behrouz Sadri, acusó a las fuerzas de paz de la ONU de comprar sexo a prostitutas menores de edad.

## Estadísticas de prostitución infantil
Las investigaciones sobre prostitución infantil realizadas en la capital, Maputo, y publicadas en 2001 indicaban que el 98% de los niños prostituidos eran niñas, el 26 % tenía entre 10 y 14 años y el 14,1 % asistía a la escuela. De las no escolarizadas, el 69 % había abandonado los estudios por falta de medios, el 12 % había llegado al segundo curso de primaria y el 7,4 % había cursado el bachillerato.

## Tráfico sexual
La trata de seres humanos en Mozambique es un problema importante. Mozambique es un país de origen de personas objeto de trata con fines de prostitución forzada. Las investigaciones realizadas en 2003 indicaron que se solía captar a niñas y jóvenes mozambiqueñas de entre 14 y 24 años. El principal destino era Sudáfrica, donde eran sometidas a esclavitud sexual y obligadas a trabajar en la prostitución. Se calcula que cada año se recluta, transporta y explota de esta forma a unas 1 000 mujeres. En mucha menor medida, Mozambique es también en sí mismo un destino de la trata de seres humanos. Las mujeres y niñas de Zimbabue y Malawi que emigran voluntariamente a Mozambique son manipuladas por los traficantes para obligarlas a prostituirse.
La Oficina de Vigilancia y Lucha contra la Trata de Personas del Departamento de Estado de los Estados Unidos clasificó en 2018 a Mozambique como país de "nivel 2".